# Schwarzenbach, Oberpfalz
Schwarzenbach är en kommun och ort i Landkreis Neustadt an der Waldnaab i Regierungsbezirk Oberpfalz i förbundslandet Bayern i Tyskland.
Kommunen ingår i kommunalförbundet Pressath tillsammans med staden Pressath och kommunen Trabitz.